# والتر نودل
والتر نودل (بالإنجليزية: Walter Knödel)، (ولد في 20 مايو 1926، فيينا) عالم رياضيات نمساوي وعالم حاسوب. درس نودل الرياضيات والفيزياء من جامعة فيينا وحصل على درجة الدكتوراة عام 1948 على بحثه في نظرية الأعداد. ألف والتر نودل العديد من الكتب والأبحاث العلمية، حيث كتب أول كتاب ألماني في علوم الحاسوب عام 1961.
تم تسمية أرقام نودل نسبة إلى والتر نودل.